# Place Dailly
Pour les articles homonymes, voir Dailly.
La place Dailly (en néerlandais : Daillyplein) est une place bruxelloise de la commune de Schaerbeek, située sur la chaussée de Louvain.
L'avenue Dailly, l'avenue Chazal et l'avenue de la Brabançonne y aboutissent également. Le bâtiment le plus remarquable de la place est l'ancienne caserne Prince Baudouin. La place porte le nom d'un ancien bourgmestre (1864-1873) schaerbeekois, Eugène Dailly, né à Gilly en 1814 et décédé à Schaerbeek en 1873.

Le quartier est situé dans la partie sud-est de la commune à la limite de la commune de Saint-Josse-ten-Noode. Il est délimité par les avenues Charles Rogier, Paul Deschanel, la frontière avec Saint-Josse-ten-Noode et la chaussée de Louvain.
Dès 1861, et durant un quart de siècle, le site fut occupé par le Tir National. En 1886, le Tir est déplacé au Kattepoel, sur l’emplacement qu’occupent aujourd’hui les bâtiments de la RTBF/VRT du boulevard Auguste Reyers et est remplacé par la caserne Prince Baudouin. Elle porte le nom du neveu et successeur pressenti du roi Léopold II, décédé en 1891 à âge de 21 ans.
À l’origine ce fut le Régiment des Carabiniers qui occupait les lieux. La caserne servit d’hôpital militaire durant la Première Guerre mondiale. L’armée belge a occupé les endroits jusqu’en 1976.
Pendant une vingtaine d’années, les lieux furent laissés à l’abandon. Le site de l'ancienne caserne Prince Baudouin, est partiellement démoli au début des années 90, un premier bâtiment fut construit à l’arrière et par la suite, plusieurs immeubles de logements, des commerces, ainsi que le tracé de deux nouvelles rues et d’aménagement d'un parc public. La partie avant fut rehaussée et réaffectée en logements de standing, tout en respectant l’architecture typique de l'immeuble.

## Origine du nom
La place et l'avenue Eugène Dailly portent le nom d'un ancien bourgmestre schaerbeekois, né à Gilly le 11 février 1814 et décédé à Schaerbeek le 10 mars 1873.
D'autres voies ont reçu le nom d'un ancien bourgmestre schaerbeekois :
- place Colignon
- avenue Docteur Dejase
- avenue Raymond Foucart
- rue Geefs
- place Général Meiser
- rue Goossens
- rue Herman
- avenue Huart Hamoir
- rue Guillaume Kennis
- rue Ernest Laude
- rue Massaux
- boulevard Auguste Reyers
- rue Van Hove

## Adresses notables
- no 4 : ensemble résidentiel Alexander's Plaza (ancienne caserne Prince Baudouin)

## Transport public
- terminus Brabançonne du bus 28 (STIB)
- arrêt Dailly des bus 29, 56, 61 et 64 (STIB)
- arrêt Dailly du bus 318 (De Lijn)
- arrêt Dailly du bus 351 (De Lijn)
- arrêt Dailly du bus 358 (De Lijn)
- arrêt Dailly du bus 410 (De Lijn)
- station de taxi
- station de carsharing Cambio
- station Villo! no 152

## Galerie de photos

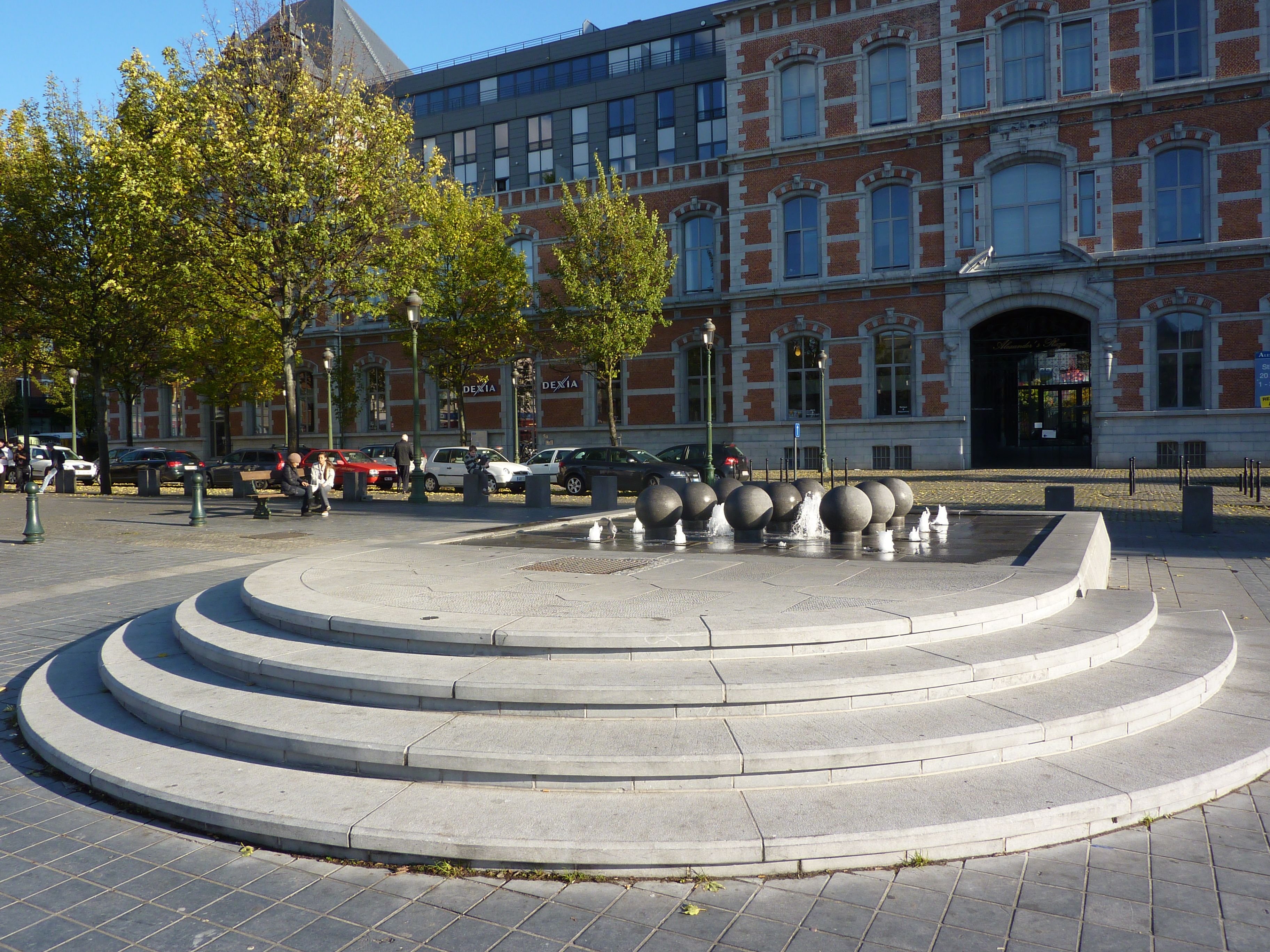
La fontaine de la place
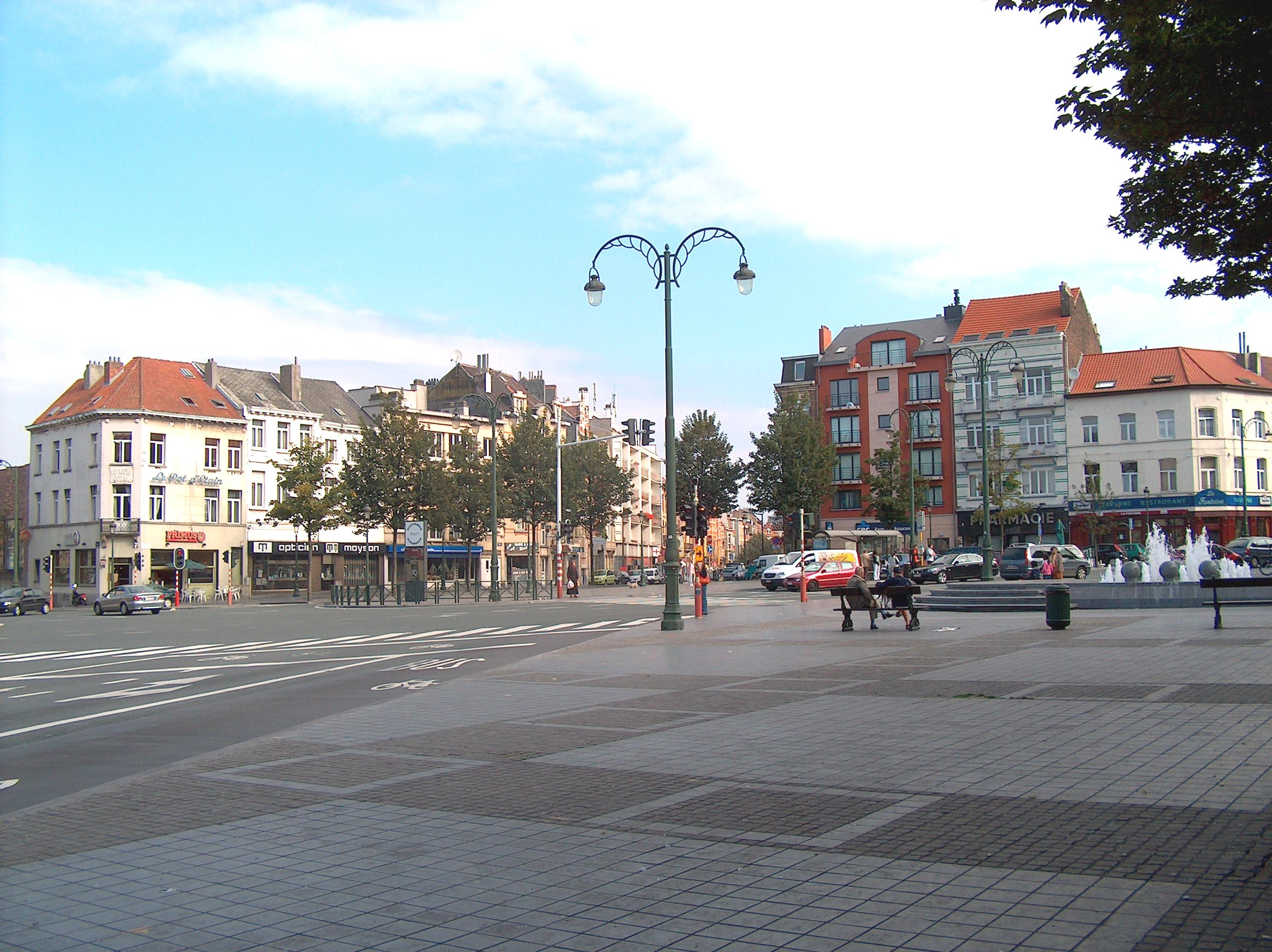
Vue de la place Dailly depuis l'Alexander's Plaza
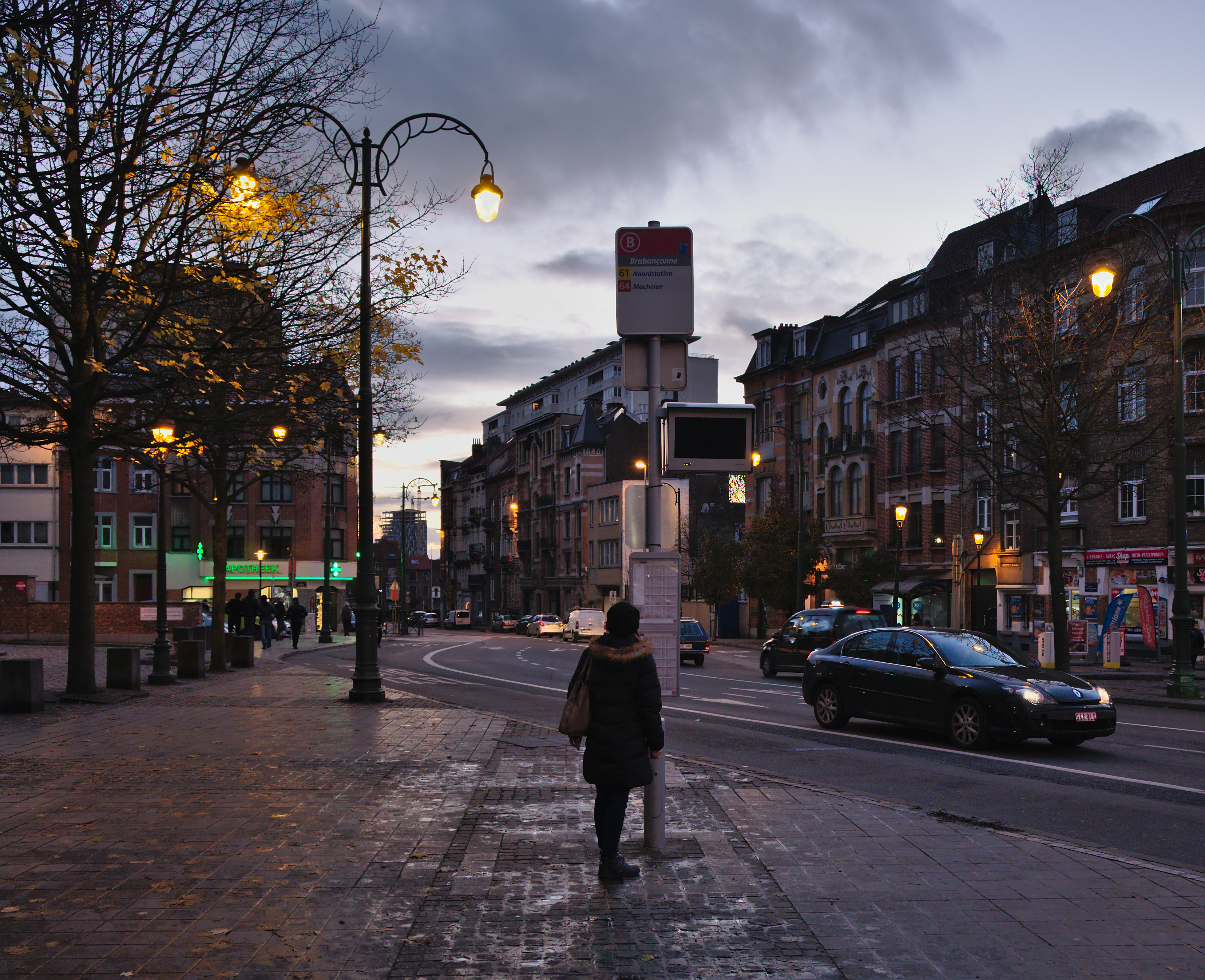
Arrêt STIB Brabançonne
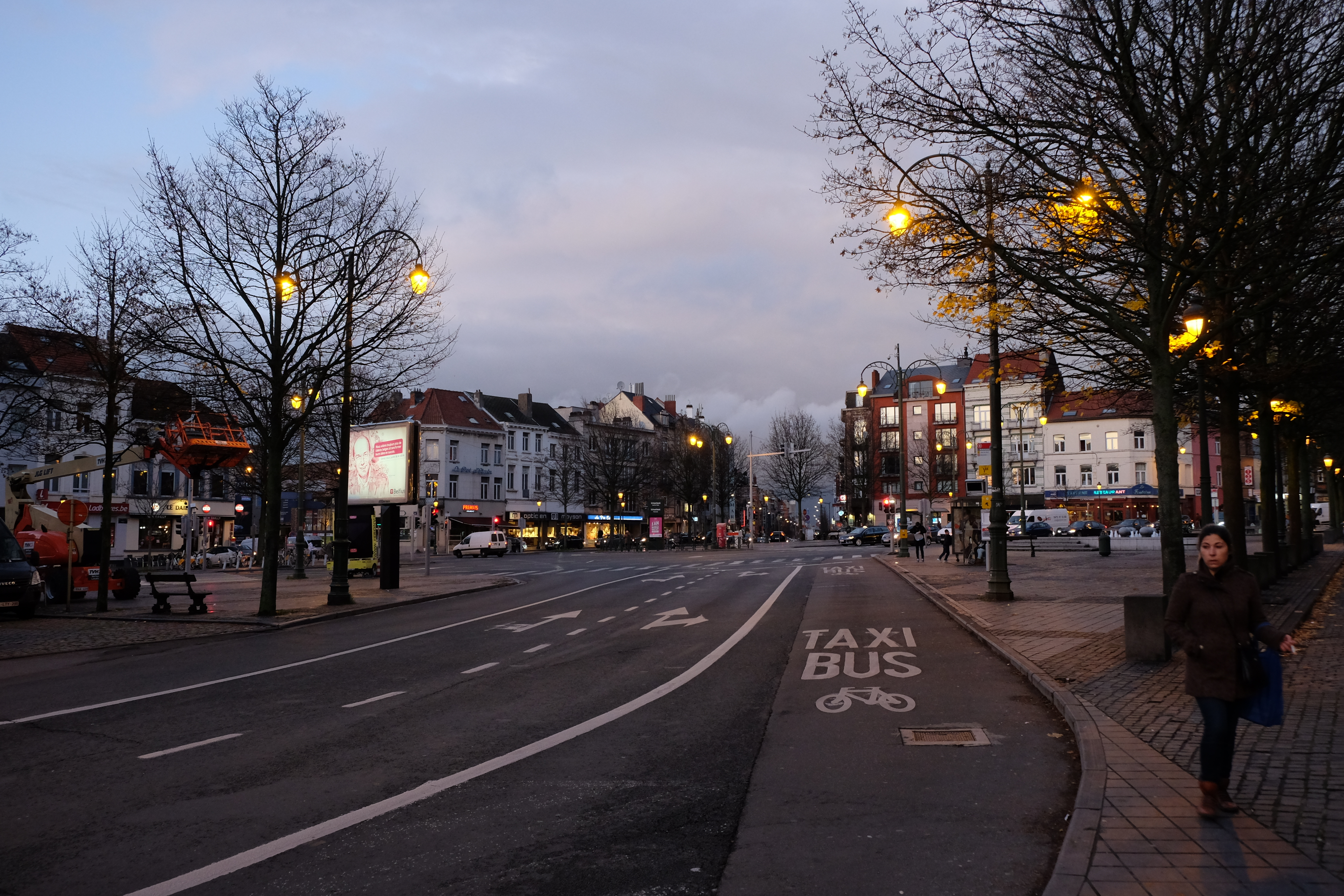
Vue de Chazal vers Brabançonne
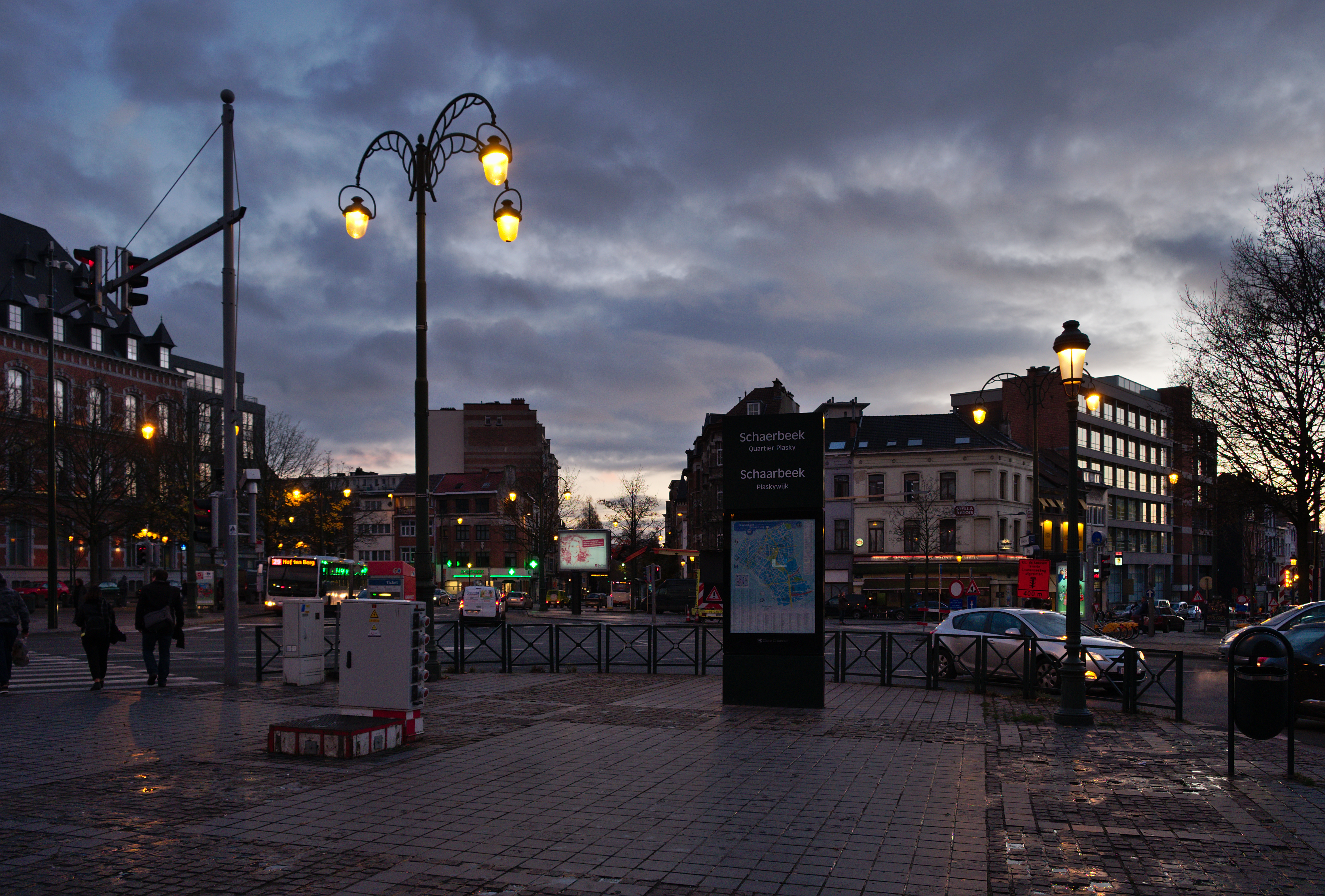
Vue vers Avenue de la Brabançonne